# The Boulevard Speed Hounds
The Boulevard Speed Hounds è un cortometraggio muto del 1917 diretto da Burton George.

## Produzione
Il film fu prodotto dalla Nestor Film Company e dall'Universal Film Manufacturing Company.

## Distribuzione
Il copyright del film porta la data del 31 agosto 1917. Distribuito dall'Universal Film Manufacturing Company, il cortometraggio uscì nelle sale cinematografiche USA il 10 settembre 1917.